# Michel Guyot de Merville
Michel Guyot de Merville (ou de Merveille), né le 1er février 1696 à Versailles et mort le 4 mai 1755 à Genève, est un homme de lettres, journaliste et dramaturge français.

## Famille
Il est le fils de René Guiot, maître de poste à Versailles, et de Marie Andry. Son parrain est Michel Blondel, conseiller du roi, procureur en la ville de Troyes, et sa marraine Marie Sion, femme de Charles Mitouflet, aussi conseiller du roi. De son mariage à Paris vers 1730, il a eu une fille unique.

## Le voyageur
Il a eu tôt le goût des voyages et visita l'Italie, l'Allemagne, l'Angleterre. Il revint en France, pour se fixer un temps à La Haye, revint en France, puis retourna en Allemagne à l'époque de la guerre de succession de Pologne. S'étant établi vers 1753 à Genève, près d'un gentilhomme du Pays de Vaud avec lequel il s'était lié d'amitié, il est mort disparu à une date incertaine sur la route conduisant à cette ville.
Il a publié Voyage historique d'Italie, contenant des recherches exactes sur le gouvernement, les mœurs, les fêtes, les spectacles et les singularités des villes où l'auteur a passé (La Haye, 2 vol. in-12°).

## Le gazetier
Il s'établit comme libraire à La Haye où il publia de 1724 à 1729 plusieurs périodiques :
- Le Nouvelliste sans fard, ou la Gazette sans privilège, Cologne, Couraprez, 1723-1725.
- Le Nouvelliste universel, La Haye, 15 juillet-28 décembre 1724.
- Histoire littéraire de l'Europe, contenant l'extrait des meilleurs livres, un catalogue choisi des ouvrages nouveaux, les nouvelles les plus intéressantes de la République des Lettres et les pièces les plus curieuses, La Haye, l'auteur, 1726-1727, 6 volumes.

Ses recensions d'ouvrages lui valurent plusieurs disputes avec leurs auteurs comme Voltaire et d'être « insulté personnellement » par Herr Burman, professeur à l'Université de Leyde dans ses Epistolae ad Cl. Capperonnerium.
Plusieurs de ses ouvrages, introduits en France sans permission, sont mentionnés dans les archives de la Bastille.

## Le dramaturge
Il a fait jouer plusieurs pièces à la Comédie-Italienne (Les Mascarades amoureuses (1736), Les Impromptus de l'amour (1737), puis au Théâtre-Français, une comédie en prose en un acte qui a obtenu un grand succès le 31 octobre 1738, Le Consentement forcé, inspirée de ses propres difficultés à obtenir le consentement de ses futurs beaux-parents.
Toutes ses œuvres dramatiques ont été recueillies et publiées après sa mort :
- Œuvres de théâtre de M. Guyot de Merville contenant toutes ses comédies, Paris, 1758, in-8.
- Œuvres de théâtre de M. Guyot de Merville, Paris, veuve Duchesne, 1766, 3 vol. in-12.

## Œuvres
- Le Nouvelliste sans fard ou la Gazette sans privilege, 1723-1725, lire en ligne sur Gallica.
- Le Nouvelliste universel, 1724.
- Histoire littéraire de l'Europe, 1726-1727.
- Voyage historique d'Italie, 1729.
- Les Mascarades amoureuses, comédie, 1736, lire en ligne sur Gallica.
- Les Impromptus de l'amour, comédie, 1736.
- Achille à Scyros, comédie, 1738, lire en ligne sur Gallica
- Le Consentement forcé, comédie, 1738, lire en ligne sur Gallica.
- Les Époux réunis, comédie, 1739.
- Le Dédit inutile, ou les Vieillards intéressés, comédie , 1742.
- Les Dieux travestis, ou l'Exil d'Apollon, comédie, 1742.
- L'Apparence trompeuse, comédie, 1744.
- Au Roy. Ode sur le retour de Sa Majesté, 1744.
- Les Talens déplacez, comédie, 1744.
- Le Roman, comédie, 1746, lire en ligne sur Gallica.